# 컬트 팔로잉
컬트 팔로잉(cult following)은 사람, 아이디어, 대상, 운동 또는 작품, 종종 예술가, 특히 공연 예술가 또는 일부 매체의 예술 작품에 매우 헌신적인 팬 그룹이다. 후자는 종종 컬트 클래식이라고 불린다. 무엇보다도 영화, 책, 뮤지컬 아티스트, TV 시리즈, 비디오 게임 등은 매우 열정적인 팬층을 보유하고 있을 때 컬트 팔로잉이 있다고 한다.
컬트 팔로잉의 일반적인 구성 요소는 팬이 컬트 팔로잉의 대상에 대해 갖는 정서적 애착이며, 종종 자신과 다른 팬을 커뮤니티의 구성원으로 식별한다. 컬트 팔로잉은 일반적으로 틈새 시장과 연관되어 있다. 컬트 미디어는 종종 언더그라운드 문화와 연관되어 있으며, 일반 대중이 높이 평가하거나 상업적으로 널리 성공하기에는 너무 기이하거나 반체제적인 것으로 간주된다.
많은 컬트 팬들은 그러한 오락을 묘사할 때 아이러니하게 그들의 헌신을 표현한다. 때때로 이러한 컬트 팔로잉들은 국경을 넘어 캠프 추종자들에게 도달한다. 팬들은 컨벤션, 온라인 커뮤니티 또는 시리즈 관련 소설 쓰기, 의상 제작, 모형 소품 및 모델 만들기 등의 활동을 통해 팬덤의 하위 문화에 참여할 수 있으며, 해당 형식과 캐릭터로 자신만의 오디오 또는 비디오 작품을 제작할 수도 있다.

## 같이 보기
- 개인숭배
- 슬리퍼 히트